# ISO/IEC 8859-5
ISO/IEC 8859-5(Information technology — 8-bit single-byte coded graphic character sets — Part 5: Latin/Cyrillic alphabet)은 ASCII 기반 표준 문자 인코딩의 ISO/IEC 8859 시리즈의 일부이며 1988년 첫 에디션이 출판되었다. 비공식적으로 Latin/Cyrillic으로 호칭된다. 불가리아어, 벨라루스어, 러시아어, 세르비아어, 마케도니아어 등 키릴 알파벳을 사용하는 언어를 다루기 위해 설계되었으나 널리 사용되진 못했다. 1933년부터 1990년까지 소련의 우크라이나어에 유용되었으나 우크라이나어 문자 ґ(게)가 없다. 이로 인해 IBM은 코드 페이지 1124를 개발하였다.
ISO-8859-5는 ISO/IEC 6429의 C0 및 C1 제어 코드와 함께 보충할 경우 이 표준에 대해 IANA가 선호하는 문자 집합 이름이다.